# 海地 (密蘇里州)
海地（英語：Hayti）是位於美國密蘇里州佩米斯科特縣的城市。

## 人口
根據2020年美國人口普查的數據，海地的面積為5.98平方千米，當中陸地面積為5.95平方千米，而水域面積為0.03平方千米。當地共有人口2493人，而人口密度為每平方千米417人。